# 森本亮治
森本 亮治（もりもと りょうじ、1982年7月11日 - ）は、日本の俳優である。
大阪府守口市出身。MAMORU HEROES所属。大阪市立桜宮高校体育科卒業。

## 略歴
2000年から2002年まで、読売テレビのオーディション番組『スタパー!!』（司会：藤井隆・YOU）に、たびたび一般のオーディション組で参加。
2001年、第14回ジュノン・スーパーボーイ・コンテストで審査員特別賞を受賞。これがきっかけとなり、アミューズに所属。2002年、テレビドラマ『ごくせん』で俳優デビュー。
2004年、平成仮面ライダーシリーズ『仮面ライダー剣』で相川始 / 仮面ライダーカリス役を演じ、知名度を上げる。
2005年から2006年まで、テレビドラマ『新・科捜研の女』に刑事の木佐貫直巳役で出演。その後も「FamiRyoji」といった企画も立ち上げて活躍。
2011年、林剛史と共に「劇団なんでやねん」を立ち上げる。2012年4月、アミューズからCUMへ移籍した。
2013年7月にはフリーとなり、同年12月にアーティストボックス （業務提携）に所属し、2014年12月にファイヤーワークス（業務提携）に所属した。
2017年11月、MAMORU HEROES株式会社を設立(事業内容：キャラクターコンテンツによる総合事業)。2018年3月から防犯・防災ヒーロー「ヒーローMAMORU」に変身する森本亮治（本人役）として関西各地のヒーローショーやグリーティング、防犯教室へ出演しているほか、地元守口市でアクターレッスン教室を運営している。

## 人物
- 趣味は作詞・作曲、ギター[1]。特技はサッカー[1]。サッカーに関しては小学5年生から中学3年生までに習っていた。サッカー選手になりたいと思ったことはあったが、練習が苦手であった[2]。
- 子供のころに見ていた仮面ライダーシリーズの作品は『仮面ライダーBLACK RX』。スーパー戦隊シリーズは『光戦隊マスクマン』。『RX』はベルトを買って、自転車に乗って走ったり、ライダーキックもマネしていたといい、沢山のものを与えてくれたという[2]。

## 出演

### テレビドラマ
- ごくせん（2002年、日本テレビ） - 堀部亮治 役
  - ごくせんスペシャル（2003年、日本テレビ） - 堀部亮治 役
- 太陽の季節（2002年、TBS） - 大森隆夫 役
- 天国のダイスケへ〜箱根駅伝が結んだ絆〜（2003年、日本テレビ） - 由比子の弟 役
- スカイハイ（2003年、テレビ朝日） - 南智志 役
- マルサ!!東京国税局査察部 第10話（2003年、関西テレビ）
- 交渉人（2003年、WOWOW）
- 桜咲くまで（2004年、毎日放送） - 小池啓太 役
- 仮面ライダーシリーズ（テレビ朝日）
  - 仮面ライダー剣（2004年） - 相川始、三上了[注釈 1]、ヒューマンアンデッド、マンティスアンデッドの声 役
  - 仮面ライダージオウ（2019年） - 相川始 / 仮面ライダーカリス 役（友情出演）[3]
- アタックNo.1（2005年、テレビ朝日） - 三田村祐次 役
- DANCING★HOST（2005年、フジテレビ） - ジュニア 役
- 新・科捜研の女2 第4話 - 最終話（2005年、テレビ朝日） - 木佐貫直巳 役
  - 新・科捜研の女3（2006年、テレビ朝日） - 木佐貫直巳 役
- 都立水商!（2006年、日本テレビ） - 長沢大地 役
- 病院へ行こう!（2006年、TBS） - 中西潤 役
- 指紋捜査官・塚原宇平の神業2（2006年、テレビ東京） - 高見仁 役
  - 指紋捜査官・塚原宇平の神業3（2008年、テレビ東京） - 高見仁 役
- 恋する日曜日 第3シリーズ 卒業〜春の嘘（2007年、BS-i） - 筒井宏之 役
- 死ぬかと思った（2007年、日本テレビ） - 前園彰 役
- 恋愛診断（2007年、テレビ東京） - 秋村達也 役
- 女帝（2007年、朝日放送・テレビ朝日） - 塚原 役
- ガラスの牙（2007年、中部日本放送） - 添島康司 役
- 子ほめ（2007年、関西テレビ） - 鈴木徹郎 役
- 相棒 Season6 元日スペシャル（2008年、テレビ朝日） - 羽鳥亮矢 役
- 東京大空襲（2008年、日本テレビ） - 刑事 役
- 法律事務所 十字架型に重なる二つの死体・乗馬クラブ殺人事件!（2008年、テレビ朝日） - 杉本博 役
- the波乗りレストラン（2008年、日本テレビ）
- 女子大生会計士の事件簿 復讐はタコ焼きの味（2008年、BS-i） - 近衛守 役
- リセット（2009年、日本テレビ） - 秋山浩介 役
- 名探偵の掟（2009年、テレビ朝日） - 壁神辰哉 役
- 神戸新聞の7日間（2010年、フジテレビ）
- 警部補・佐々木丈太郎2（2010年、フジテレビ） - 天野 役
- パーフェクト・リポート（2010年、フジテレビ） - 梅野知弘 役
- ケータイ刑事 銭形結（2010年、BS-TBS） - 柴田池輝 役
- 恋チョコ Story1：ビタースイートエンジェル（2011年、BS-TBS） - 山本 役
- バラ色の聖戦（2011年、テレビ朝日） - 伊藤憲和 役
- 逆転報道の女2（2013年、朝日放送） - 高山拓海 役
- 警部補 矢部謙三2（2013年、テレビ朝日） - 垣州肇 役
- 悪夢の六号室（2013年、朝日放送） - 森福隆 役
- 私の嫌いな探偵（2014年、テレビ朝日） - 倉沢敦夫 役
- 湯けむりバスツアー 桜庭さやかの事件簿6（2015年、TBS）
- 横浜見聞伝スター☆ジャン Episode：2（2016年、テレビ神奈川） - 水門 / ロイヤルフラッド 役
- 牙狼〈GARO〉-魔戒烈伝-（2016年、テレビ東京） - ヒカル 役
- 潜入捜査アイドル・刑事ダンス（2016年、テレビ東京） - 薬師武我 役
- 大馬鹿代（2017年、J:COM プレミアチャンネル） - 平川圭介 役

### 映画
- 仮面ライダーシリーズ
  - 劇場版 仮面ライダー剣 MISSING ACE（2004年） - 相川始  役
  - 劇場版 仮面ライダー電王&キバ クライマックス刑事（2008年） - 鈴木一馬 役
  - スーパーヒーロー大戦GP 仮面ライダー3号（2015年） - 仮面ライダーカリスの声 役
- ウォーターズ（2006年） - ケイタ 役
- 落語娘（2008年） - 清水和也 役
- ごくせん THE MOVIE（2009年） - 堀部亮治 役
- ケータイ刑事 THE MOVIE3 モーニング娘。救出大作戦!〜パンドラの箱の秘密（2011年） - 柴田池輝 役
- アラグレII ROPPONGI v.s. SHIBUYA（2014年） - 北村柴門 役
- ナニワ銭道（2014年） - 我目津金太郎 役
- 溝鼠（2014年） - 主演・赤迫慎吾 役
- ハーベスト!（2016年） - 緒方優太 役
- the starjyan less than zero 〜beyond the time〜（2016年） - 主演・水門 役
- 劇場版 横浜見聞伝スター☆ジャン Episode：Final（2018年） - 水門 / ロイヤルフラッド 役

### オリジナルビデオ
- 仮面ライダー剣超バトルビデオ 仮面ライダー剣VSブレイド（2004年） - 相川始 役
- ヒロミくん!3〜恐ろし山の亡霊番長〜（2014年） - ミキヤ 役
- 極サギ（2014年） - 翔司 役
  - 極サギ2（2015年） - 翔司 役
  - 極サギ3（2015年） - 翔司 役
  - 極サギ4（2015年） - 翔司 役

### その他テレビ番組
- ちちんぷいぷい（2002年・2003年・2004年・2006年・2011年、毎日放送）
- 世界ウルルン滞在記〜本場の上海蟹に…森本亮治が出会った〜（2003年2月2日、毎日放送）
- 世界痛快伝説!!運命のダダダダーン!（2003年、テレビ朝日）
- ディスカバ!99（2003年、TBS）
- 世界痛快伝説!!運命のダダダダーン!Z（2003年、テレビ朝日）
- 快傑えみちゃんねる（2003年、関西テレビ）
- 今夜はえみぃ〜GO!!（2003年 - 2004年、毎日放送）
- 上沼恵美子のおしゃべりクッキング（2003年、朝日放送）
- すぽると!（2004年、フジテレビ）
- 恋するハニカミ!（2004年 - 2005年、TBS）
- 三宅式こくごドリル（2005年、テレビ東京）
- 夢ヶ丘レジデンス（2007年、スカパー!）
- スリルな夜 イケメン合衆国（2007年、フジテレビ）
- アナ☆パラ（2008年、日本テレビ）
- クエスト〜探求者たち〜（2008年、WOWOW）
- あほやねん!すきやねん!（2009年、NHK）
- イケメンデルの法則（2009年 - 2010年、関西テレビ）
- 愛のお悩み解決!シアワセ結婚相談所 あなたの未来がわかる!?運命の鑑定SP（2009年、日本テレビ）
- ケータイ刑事 THE MOVIE3 ナビ（2011年、BS-TBS）
- まりか&ゆみこの真王伝説（2011年、テレビ埼玉）
- METAL BOX TV（2011年、スカパー!）
- 百年旅行〜Jリーグのある風景〜（2011年、BS日テレ）
- 100万円モバイルシャーロックII〜スマホで謎解き〜（2014年、nottv） - 羊本 役
- popmaker（2014年、BS朝日）
- ありがとッ!（2015年、テレビ神奈川）
- 美メンズTV（2015年、スカパー!）
- ジュウブンノサン（2015年、日本テレビ）
- アリよりのアリ〜理想の男女をビジュアル化〜（2016年、TBS）
- 幸せ追求バラエティ 金曜日の聞きたい女たち（2016年、フジテレビ）
- 歴史漫才 ヒストリーズ・ジャパン（2017年7月 - 9月、東名阪ネット6）
- ウラマヨ!（2018年、関西テレビ）
- せやねん!（2020年、毎日放送）

### インターネット番組
- 僕らの放課後バラエティ『ナイッシュー!』（2005年12月26日 - 2006年5月1日配信、GyaO）

### 舞台
- ミュージカル・テニスの王子様（2003年） - 河村隆 役（追加公演のみ）
- 歩兵の本領（2005年） - 今野 役
- SOLO（2006年） - 渡辺ケイ 役
- Bambino+（2006年） - 鉄男 役
  - Bambino 2（2007年） - 鉄男 役
  - Bambino+ in apple（2008年） - 鉄男 役
  - Bambino.3 &＋（2009年） - 鉄男 役
- 研修医魂（2007年） - 主演・笠原ケンゾー 役
- 恋する妊婦（2008年） - 道後 役
- 恐竜と隣人のポルカ -K/T BOUNDARY-（2008年） - 戸田翔太 役
- 宝塚BOYS（2008年） - 竹田幹雄 役
- 学おじさん（2008年） - 手塚 役
- 子どもさんかん日（2008年） - 米村克彦 役
- リチャード三世（2008年 - 2009年） - ドーセット候 役
- EVIL DEAD THE MUSICAL〜死霊のはらわた〜（2009年） - エド 役
- ミュージカル 忍たま乱太郎 第一弾初演（2010年） - 土井半助 役
  - ミュージカル 忍たま乱太郎 第一弾再演（2010年） - 土井半助 役
  - ミュージカル 忍たま乱太郎 第二弾初演（2011年） - 土井半助 役
- BARASHI（2010年） - 神河清純 役
- PINK（2010年） - 山嶺陽一朗 役
- Good+Will...中野支店（2010年） - 東本 役
- FROG 新撰組Jade Keeper（2010年） - 土方歳三 役
- RING WANDERING（2011年） - 主演・天王寺龍平 役
- Missing Link（2011年） - 主演・天王寺龍平 役
- 弱虫ペダル（2012年） - 福富寿一 役
- エレエレエレクション!!（2012年） - 主演・森谷亮一 役
- FRAG 新撰組Bloodsucker Behind（2012年） - 土方歳三 役
- フルーツミックス THE FIRST MIX（朗読）（2012年）
- 激奏 三国志（朗読）（2012年） - 劉備（兄） 役
- ビューティ演劇 14番目の月（2013年） - とーる 役
- TSUWAMONO-WE LOVE the EARTH（2013年） - ハマダ 役
- 戦国ホスト倶楽部（朗読）（2013年） - 豊臣十四郎 役
- ちゃんちゃんちゃんこ鍋（2013年） - 主演・陣幕幸太郎 役
- バンク・バン・レッスン（2013年） - タケシ 役
- ウォルター・ミティにさよなら2013（2013年） - スーパーマンタ 役
- 世界飯店（2015年） - 主演・大将 役
- なにわ刑事（2015年） - 主演・刑事 役
- ヒストリーズ・ジャパン（2015年） - 中臣鎌足 / 柴田勝家 / 幸徳秋水 役
  - ヒストリーズ・ジャパン2016（2016年） - 中臣鎌足 / 柴田勝家 / 幸徳秋水 役
- RANPO chronicle 蜃気楼奇譚（2016年） - 明智小五郎 / 小林刑事 役
- アイ ワズ ライト（2016年） - スオウ 役
- きら星のごとく〜おんな北斎藍色草紙〜（2016年） - 源頼光 役
- RANPO chronicle 虚構のペルソナ（2016年） - 明智小五郎 役
- この時が終わる前に（2017年） - 主演・音無日向 役
- 増田こうすけ劇場 ギャグマンガ日和 〜奥の細道、地獄のランウェイ編〜（2017年） - 伊能忠敬 役[4]
- ハイスクール!奇面組（2017年6月1日 - 4日、全労済ホール スペース・ゼロ） - 太鼓持大 役[5][6]
- 天神獅子イバラスター 東京公演 獅子の誇りを受け継ぐ者（2019年）

### ラジオ
- TOKYO NEW STYLE!（2003年、J-WAVE） - 生放送リポーター
- REQJAM（2006年、USEN440）
- フリーウェイハイハイ HIGH HIGH STUDIO（2006年）
- ON THE WAY COMEDY 道草 Vol.267「地球環境学部の、あの人3〜五本木くん19歳の話〜」（2007年、TOKYO FM） - 五本木マサキ 役
- METAL BOX TVラジオ（2011年、響）
- 東映公認 鈴村健一・神谷浩史の仮面ラジレンジャー 第91・92回（2014年、文化放送） - ゲスト
- 京都三条ラジオカフェ〜あなたの明日のために…〜（2016年）
- 高山トモヒロのオトナの部室（2018年、朝日放送ラジオ）
- 秘密結社 大阪ぴかぴか団（2018年、朝日放送ラジオ）

### CM
- 丸大食品 燻製屋（2002年）
- マルハン サッカー編・バイク編（2006年）
- トヨタ・bB ランド編（2007年）

### ドラマCD
- ドラマCD 仮面ライダー剣 -切り札の行方-（2015年） - 相川始 役

### ゲーム
- 仮面ライダー剣（2004年、PlayStation 2） - 仮面ライダーカリス、三上了 役
- 仮面ライダー 超クライマックスヒーローズ（2012年、Wii・PlayStation Portable） - 仮面ライダーカリス 役
- 仮面ライダー バトライド・ウォー（2013年、PlayStation 3） - ジョーカー 役[7]
  - 仮面ライダー バトライド・ウォーII（2014年、PlayStation 3・Wii U）
- 仮面ライダーバトル ガンバライジング（2014年 - 2020年、アーケード） - 仮面ライダーカリス / ジョーカー 役
- クロスサマナー（2014年、iOS・Android） - 才蔵 役
- 仮面ライダー サモンライド!（2014年12月4日、PlayStation 3・Wii U） - ジョーカー 役
- 仮面ライダー ストームヒーローズ 新たなる覚醒（2015年、Android・iOS） - 仮面ライダーカリス 役
- 仮面ライダー バトライド･ウォー創生（2016年2月25日、PS4･PS3･PS Vita） ‐ ジョーカー 役
- 仮面ライダー ブットバソウル（2017年、アーケード） - 相川始 / 仮面ライダーカリス、三上了 役[8]
- オール仮面ライダー ライダーレボリューション（2017年12月1日、ニンテンドー3DS） ‐ 仮面ライダーカリス 役
- 仮面ライダーバトル ガンバレジェンズ（2023年、アーケード） - 仮面ライダーカリス / ジョーカー 役

### 玩具
- 仮面ライダー剣 CSMカリスラウザー（2024年12月）
- 仮面ライダー剣 CSMジョーカーラウザーパーツセット（2025年2月22日）

## ディスコグラフィ

### シングル
- take it a try（2004年） - 「相川始（森本亮治）」名義。テレビドラマ『仮面ライダー剣』3rdエンディングテーマ。同ドラマの関連CDにも収録。
- Cord（2007年） - Amuseより販売され既に完売。

### アルバム
- 仮面ライダー剣 ソングコレクション（2004年） - テレビドラマ『仮面ライダー剣』キャラクターソングアルバム。収録曲「Shout it out」に「相川始（森本亮治）」名義で参加。

## 作品

### 写真集
- &CHANP（2005年）

### その他の書籍
- 仮面ライダー剣 写真集 カテゴリーA（2004年）
- Great FIVE the Movie Edition 劇場版 仮面ライダー剣 MISSING ACE（2004年）
- 仮面ライダー剣 キャラクターブック CHAIN（2004年）

### 舞台
- TSUWAMONO-WE LOVE the EARTH（2013年）　- 演出を担当
- 劇団なんでやねんっ!チルドレン番外公演　忘れられない女（2013年）　- 脚本・演出を担当
- 劇団なんでやねんっ!第五回公演　世界飯店、なにわ刑事（2015年）　- 脚本・演出を担当